# Šport u 1961.
◄◄ | ◄ | 1958. | 1959. | 1960. | 1961.  | 1962. | 1963. | 1964. | ► | ►►
Arhitektura • Astronautika • Astronomija • Biologija • Film • Fotografija • Glazba • Kazalište • Kemija • Kiparstvo • Knjige • Književnost • Kršćanstvo • Meteorologija • Medicina • Planinarstvo • Politika • Pravo • Promet • Slikarstvo • Strip • Šport • Televizija • Znanost • Zrakoplovstvo • Željeznički promet
Šport u 1961.

## Svijet

### Natjecanja

#### Svjetska natjecanja
- Od 1. do 12. ožujka – Svjetsko prvenstvo u rukometu u SR Njemačkoj: prvak Rumunjska

#### Kontinentska natjecanja

##### Europska natjecanja
- Od 29. travnja do 8. svibnja – Europsko prvenstvo u košarci u Beogradu u tadašnjoj Jugoslaviji: prvak SSSR

## Hrvatska i u Hrvata

### Osnivanja
- Klub hokeja na ledu Medveščak, hrvatski hokejaški klub
- NK Istra Pula, hrvatski nogometni klub

## Vanjske poveznice
|  | Zajednički poslužitelj ima još gradiva o temi Šport u 1961. |